# Pijitra Siriwerapan
Pijitra Siriwerapan (thaï :พิจิตตรา สิริเวชชะพันธ์ ou พิจิตตรา สงวนศักดิ์ภักดี ou พิจิตตรา ถนอมทรัพย์ ou พิจิตตรา กฤติกุล), surnommée Jeap / Jiap (เจี๊ยบ), née le 21 novembre 1980, est un mannequin femme et une actrice thaïlandaise.

## Filmographie
- 2010 : First Love (Crazy Little Thing Called Love) (สิ่งเล็กเล็ก ที่เรียกว่า...รัก)
- 2011 : 30* Single On Sale